# Bacanöarna
Bacanöarna  (indonesiska: Kepulauan Bacan, nederländska: Batjaneilanden) är en ögrupp i Maluku Utaraprovinsen i Indonesien i västra Stilla havet. Den största ön är Bacan.